# بات بادغر
بات بادغر (بالإنجليزية: Pat Badger)‏ هو موسيقي أمريكي، ولد في 22 يوليو 1967 في بوسطن في الولايات المتحدة.

## وصلات خارجية
- الموقع الرسمي
- بات بادغر على موقع ميوزك برينز (الإنجليزية)
- بات بادغر على موقع ديسكوغز (الإنجليزية)